# Procesul Bologna

Logo

Zona Bologna

Procesul de la Bologna este o serie de întâlniri ministeriale și acorduri între țările europene pentru a asigura comparabilitatea standardelor și a calității calificărilor din învățământul superior. Procesul a creat Spațiul European al Învățământului Superior în cadrul Convenției de Recunoaștere de la Lisabona. Este numită după Universitatea din Bologna, unde declarația de la Bologna a fost semnată de miniștrii educației din 29 de țări europene în 1999. Procesul a fost deschis altor țări în Convenția Culturală Europeană a Consiliului Europei, iar întâlnirile guvernamentale au avut loc la Praga (2001), Berlin (2003), Bergen (2005), Londra (2007), Leuven (2009), Budapesta-Viena (2010), București (2012), Erevan (2015) și Paris (2018). România a devenit membru al Procesului Bologna în 1999, prin semnarea Declarației de la Bologna, angajându-se astfel să includă obiectivele stabilite în prioritățile învățământului superior românesc.
Înainte de semnarea declarației de la Bologna, Magna Charta Universitatum a fost emisă în cadrul reuniunii rectorilor universitari care au sărbătorit cea de-a 900-a aniversare a Universității din Bologna (și universitățile europene) în 1988. Cu un an înainte de declarație, ministrul educației, Claude Allegre (Franța), Jürgen Rüttgers (Germania), Luigi Berlinguer (Italia) și Baroness Blackstone (Marea Britanie) au semnat declarația Sorbonne la Paris în 1998, angajându-se să „armonizeze arhitectura sistemului european de învățământ superior”. Procesul de la Bologna are 48 de țări participante.
Procesul Bologna nu presupune uniformizarea învățământului superior din diverse țări, ci armonizarea sa, după următoarele principii:
- o structură în două trepte:
  - treapta de studii universitare de licență, de 3 – 4 ani;
  - treapta de studii universitare de masterat, de 1 – 2 ani, urmat simultan sau ulterior de doctorat;
- un sistem comun de credite de studiu transferabile (ECTS) de echivalare a studiilor, care să permită o cât mai largă mobilitate a studenților;
- un supliment de diplomă care să permită compararea diplomelor pentru a favoriza integrarea cetățenilor europeni pe piața muncii și de a îmbunătăți competitivitatea învățământului superior european pe plan mondial.

Cele două trepte sunt inspirate din învățământul anglo-saxon și corespund cursurilor de undergraduate, respectiv (post)graduate.

## Istoria procesului

Țările semnatare din cadrul EHEA (Spațiul european al învățământului superior).

Declarația de la Bologna are ca un precedent semnarea Carta Magna a Universităților (Magna Charta Universitatum) de către rectorii universităților europene la 18 septembrie 1988, la Bologna, care proclamă principiile de bază ale reformei:
- 1.° Libertatea cercetării și a predării
- 2.° Selectarea cadrelor didactice
- 3.° Garanții pentru student
- 4.° Schimbul între universități.[4]

Zece ani mai târziu, Declarația Sorbonnei (25 mai 1998) a fost semnată la o reuniune a miniștrilor educației din patru țări europene (Germania, Italia, Franța și Regatul Unit). La 19 iunie 1999, 29 de miniștrii ai educației din Europa au semnat Declarația de la Bologna, care dă numele în proces și în care se bazează bazele Spațiului european al învățământului superior (SEIS).
Principala reformă a constat în crearea unui spațiu european de învățământ superior competitiv, atractiv atât pentru studenți, cât și pentru profesori și pentru țările terțe. Documentul având ca element principal unificarea învățături, crearea de euro academice materializat în singura valoare academică pentru cei care adera la proces, și anume, creditul ECTS, care a colectat experiența programului Erasmus. În cadrul reuniunilor ulterioare, sunt prezentate mai multe schimbări și se adaugă mai multe state, deși ritmul de implementare este neuniform între diferiți semnatari. Cele mai importante întâlniri și comunicările rezultate sunt: 7
- Comunicatul din Praga (19 mai 2001)
- Comunicarea de la Berlin (19 septembrie 2003)
- Comunicarea de la Bergen (19 și 20 mai 2005)
- Comunicatul de la Londra (18 mai 2007)

## Procesul Bologna
Cele mai importante schimbări care vor apărea pot fi rezumate în trei grupuri principale: adaptările curriculare, adaptările tehnologice și reformele financiare necesare pentru crearea unei societăți bazate pe cunoaștere:
„În prezent, Europa de cunoaștere este larg recunoscută ca un factor de neînlocuit pentru creșterea socială și umană și este o componentă indispensabilă pentru consolidarea și îmbogățirea cetățeniei europene [...]”—Declarația de la Bologna.

## Țări semnatare
Angajamentul a fost semnat de 48 de țări, inclusiv Turcia, Rusia și Kazakhstan, cu excepția Monaco, San Marino.
Țări neeligibile pentru Procesul Bologna: Kosovo, Rep. Turcă a Ciprului de Nord, Israel și Kârgâzstan.
| - Albania - Andora - Armenia - Austria - Azerbaidjan - Belarus - Belgia - Bosnia și Herzegovina - Bulgaria - Cipru - Croația - Danemarca | - Estonia - Elveția - Franța - Finlanda - Georgia - Germania - Grecia - Irlanda - Islanda - Italia - Kazakhstan - Letonia | - Liechtenstein - Lituania - Luxemburg - Macedonia - Malta - Muntenegru - Moldova - Norvegia - Olanda - Polonia - Portugalia - Regatul Unit | - Republica Cehă - România - Rusia - Serbia - Slovacia - Slovenia - Spania - Suedia - Turcia - Ucraina - Ungaria - Vatican |